# ケープコッド・ジャンボリーナイト
『ケープコッド・ジャンボリーナイト』(Cape Cod Jamboree Night)は、2005年7月1日から2005年8月31日に東京ディズニーシーで開催されたスペシャルイベントである。

## 概要
アメリカンウォーターフロントの小さな漁村ケープコッドで開かれる、年に一度の盛大な夏祭り。強い日差しが涼しい海風に変わる頃、屋外ではケープコッドに古くから伝わるアイリッシュ民族音楽にのって住人たちがダンスを繰り広げる。レストランでは、アイリッシュ民族音楽のライヴが開催される。
なお、ディズニーのキャラクターは一切登場しない。

## 配布品
イベントがスタートする2005年7月1日には、東京ディズニーシーの入園者全員に記念品の配布が行われた。
ケープコッドには、マサチューセッツ州グロスターに実在する「Man at the Wheel, Fisherman's Memorial」（舵輪を持つ漁師の像）（参照：en:Gloucester Fisherman's Memorial）を模したミッキーマウスの銅像がある。この銅像を彫刻した銀色のメダルが配布された。

## レストラン
ケープコッド・クックオフでは、ケープコッド・ジャンボリーナイトの期間中、夕方から生ビール、瓶ビール、フィッシュ＆チップスの特別販売が行われた。
フィッシュ＆チップスに使用された魚のフライは、村の名前に因んで、コッド(cod)（タラ）のフライ。チップスは、ジャガイモの薄切りではなく、棒状にカットして揚げたフライドポテト。ケープコッド・クックオフで通常に販売しているフライドポテトとは味付けが異なり、スパイシーな味付けとなっていた。
瓶ビールには、ギネス、バドワイザー、サミュエル・アダムズ・ボストン・ラガー、レモンビール(SAXER)の4種類が用意されていた。生ビールは、キリンビールが提供。アルコールの店外への持ち出しは禁止されているため、ビール片手にサマーナイト ダンスへ参加することはできないが、屋外テーブルから観賞することは可能だった。

## イベント

### ケープコッド・アイリッシュバンド
1日2回公演。
ケープコッド・クックオフ店内(ドナルドのボートビルダーを上演していない方)の仮設ステージで開催された。
4人組(男性3,女性1)のバンドが、ダニー・ボーイをはじめとするアイルランド民謡などを演奏し、歌う。バンドは2組が存在し、日によってどちらかのバンドが登場する。イリアン・パイプスという楽器の演奏が行われることもあった。

### サマーナイト ダンス
1日2回公演。
ケープコッドの路上にステージを仮設し、リバーダンスを始めとするアイリッシュダンスが行われた。
音楽は、ケープコッド・アイリッシュバンドに登場したバンドが、ケープコッド・クックオフ屋上のベランダ（ウィドーズウォーク(Widows' walk)）から生演奏を行った。
途中、ゲストを交えてのダンスタイムもあり、ゲストとダンサー、ゲスト同士でダンスを行った。

### アトモスフィア・エンターテイメント
サマーナイト ダンスの合間に、バンド演奏、ジャグリング、タップダンスなどが行われた。
東京ディズニーシーのアトモスフィア#ケープコッド・ジャンボリーナイトも参照。

## Trivia

### ケープコッドの地名
ケープコッドジャンボリーナイトは、開催時にオフィシャルサイトにイベント専用ウェブページが制作された。このウェブページに掲載された絵地図にて、ケープコッドの地名が明らかになった。
- Pequod Street　ポートディスカバリー方面へ続く道路
- Cranberry Bog Road エクスプローラーズ・ランディング方面へ続く道路
- CapeCod Road ニューヨーク方面へ続く道路
- ハドソンリバーブリッジ(Hudson River Bridge) ニューヨークとケープコッドを結ぶ橋

道路は、いずれもドナルドのボートビルダーとディズニーシー・トランジットスチーマーライン乗り場の間で分岐を起点または終点とする。

### ケープコッド・アイリッシュバンドに登場したバンド
1組は海外から招かれた、Skelpinというバンド。
- Skelpin公式サイト